# ウサギとカメ

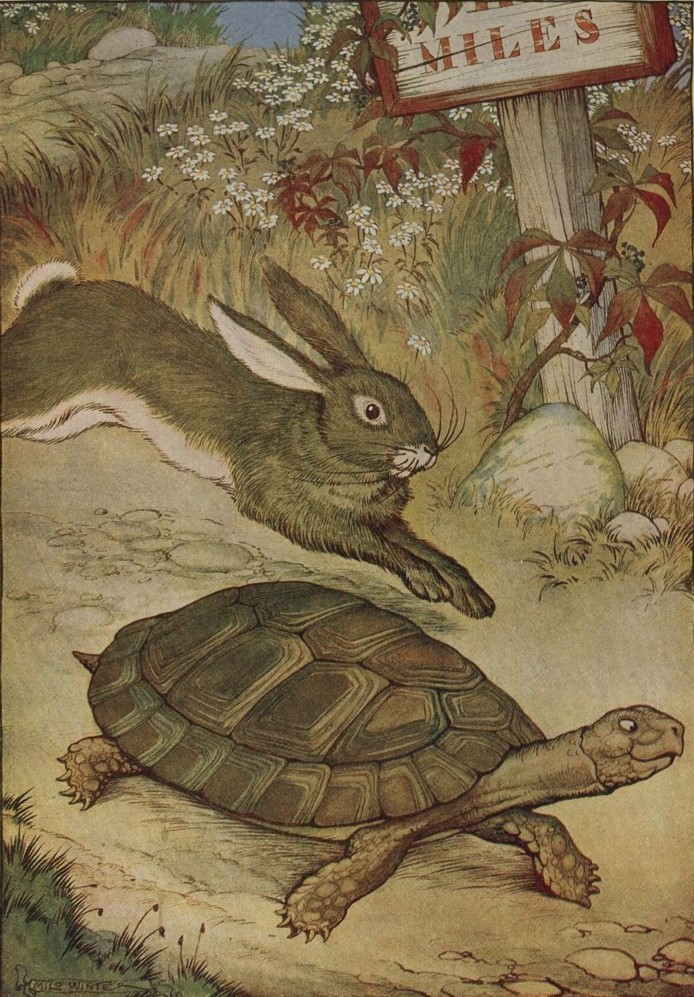
カメに追いつくことを試みるウサギ。

「ウサギとカメ」（兎と亀）は、足の速いウサギと足の遅いカメが競走をし、最終的にはカメが勝利する話。
イソップ寓話(ペリー・インデックスの226番)やラ・フォンテーヌが書いた寓話詩にも所収されている。
同じ素材の話がジョーエル・チャンドラー・ハリスの「リーマスじいやの話」にもあるが、内容は大きく異なる。
日本には西欧との貿易が盛んになった室町時代後期以降にイソップ寓話が流入し始め、江戸期に発刊されたイソップ寓話の翻訳本である伊曽保物語によってイソップ寓話自体は知られることとなったが、この翻訳本にはウサギとカメは収録されていなかった。ウサギとカメが一般に知られるようになったのは、明治時代に発刊された通俗伊蘇普物語であると思われ、教科書にもこの翻訳が使用された。明治時代の初等科の国語の教科書には「油断大敵」というタイトルで掲載されていた。

## イソップ童話の話

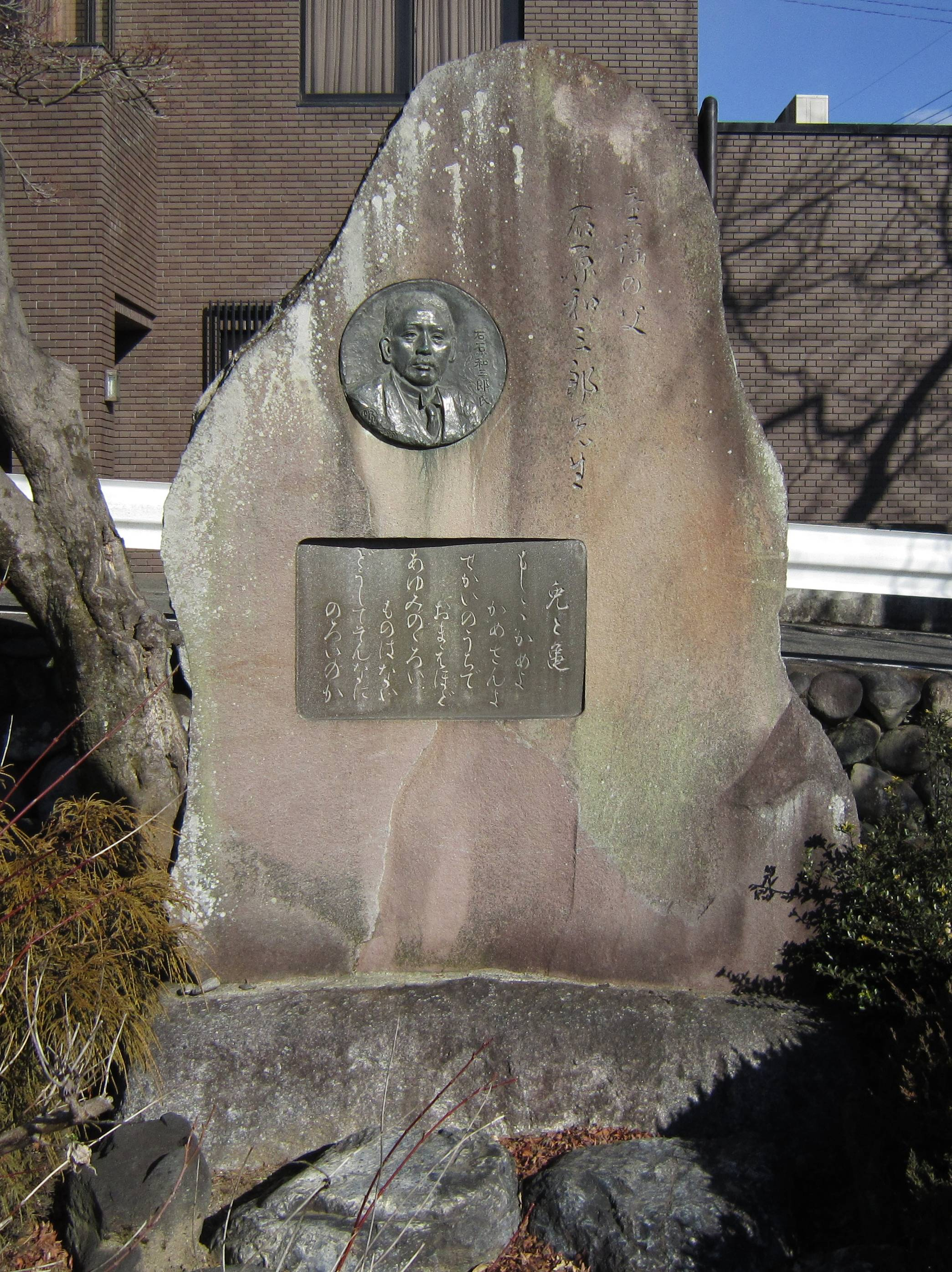
石原和三郎の碑
群馬県みどり市、旧花輪小学校記念館屋外展示。

### あらすじ
ある時、ウサギに歩みの鈍さをバカにされたカメは、山のふもとまでかけっこの勝負を挑んだ。かけっこを始めると予想通りウサギはどんどん先へ行き、とうとうカメが見えなくなってしまった。ウサギは少し疲れていたので、ウサギは少しカメを待とうと余裕綽々で居眠りを始めた。その間にカメは着実に進み、ウサギが目を覚ましたとき見たものは、山のふもとの先にゴールして大喜びをするカメの姿であった。こうして、カメのほうがウサギより速いということになった。

### 教訓
過信（自信過剰）して思い上がり油断をすると物事を逃してしまう。
また、能力が弱く、歩みが遅くとも、脇道にそれず、着実に真っ直ぐ進むことで、最終的に大きな成果を得ることができる。

### 童謡
「うさぎとかめ」は日本語の童謡。石原和三郎・作詞、納所弁次郎・作曲。文部省唱歌として知られる。
１・もしもし かめよ かめさんよ
　　せかいのうちに おまえほど
　　あゆみの のろい ものはない
　　どうして そんなに のろいのか
２・なんと おっしゃる うさぎさん
　　そんなら おまえと かけくらべ
　　むこうの こやまの ふもとまで
　　どっちが さきに かけつくか
３・どんなに かめが いそいでも
　　どうせ ばんまで かかるだろう
　　ここらで ちょっと ひとねむり
　　グーグー グーグー グーグーグー
４・これは ねすぎた しくじった
　　ピョンピョン ピョンピョン ピョンピョンピョン
　　あんまり おそい うさぎさん
　　さっきの じまんは どうしたの

## 続きの話
小学校の教科書にも収録されている有名な童話である『モチモチの木』等の作者である斎藤隆介がこの話の続きとして『まけうさぎ』という絵本を制作している。カメに負けたウサギは恥晒しだということでウサギ仲間から追われたが、そのウサギ達を狙うオオカミを知恵を使って撃退し、名誉挽回するという筋書きとなっているが、原点のイソップ寓話には無い創作である。

## 「リーマスじいやの話」の話
ジョーエル・チャンドラー・ハリス編纂の「リーマスじいやの話」にも、ウサギと亀が競走する話があるが、内容は大きく異なり、亀が計略を用いてウサギを騙す話となっている。
ウサギとカメが駆けっこをすることになる。しかし、カメはウサギが走る道ではなく、そばの藪の中を走ると主張する。ウサギはこれを了承する。
さて、翌日スタート地点にウサギが来ると、そこにカメが待っているが、実はこれはカメの妻であった。ウサギにはその見分けがつかない。実はカメは家族に指示して、コースの要所要所に彼らを隠れさせ、ウサギが声をかけたら返事するようにしておき、自分はあらかじめゴール地点付近に隠れたのである。スタートするなりウサギは道を走り出す。カメの奥さんは藪に潜り込み、そのまま家にかえってしまう。ウサギがしばらく走って「カメさん、どんな具合だ」と声をかけると、そのたびにカメの家族の誰かが「汗水垂らして走っているよ」などと返事をする。はじめは先行していることを喜んでいたウサギも、いつまでたっても引き離せないのでいらだち、やっとゴールにたどり着くと、すでにカメが待っていた、という話である。

## 翻案
- 教育お伽漫画 兎と亀 - アニメーション映画。山本早苗監督、1924年作[4]。
- うさぎとかめ - ディズニーのアニメーション映画。ウィルフレッド・ジャクソン監督、1935年作。続編に1936年公開の『うさぎとかめと花火合戦（英語版）』があるが、これは原典とは全く違ったストーリーである[5]。
- ウサギとカメ - テレビアニメ『まんがイソップ物語』第5話。1983年作。[6]

## 関連文献
- 府川源一郎「ウサギとカメの教育文化史-教科書の中のイソップ寓話」『神奈川県教育文化研究所報』2003年、13-27頁、CRID 1571417126219319680。